# Аксельрод, Елена Мееровна
Еле́на Ме́еровна (Ма́рковна) Аксельро́д (род. 26 марта 1932, Минск, СССР) — русская поэтесса и переводчица

.

## Биография
Дочь художника Меера Аксельрода и писательницы Ревекки Рубиной, племянница репрессированного и расстрелянного еврейского поэта, писавшего на идише, Зелика Аксельрода. Окончила литературный факультет МГПИ в 1954 году. Дебютировала 1955 году как переводчик, a в 1961 году как автор книг для детей. Автор восьми поэтических сборников, книг для детей, книги-альбома об отце, книги воспоминаний «Двор на Баррикадной». Переводила поэзию и прозу с идиша, иврита, немецкого, английского, норвежского, датского, румынского и других языков. В СССР могла печататься в основном как детский поэт и переводчик, но перепадали и заказы на переводы «взрослых» поэтов — так и составилась своеобразная антология самых неожиданных авторов. Член Союза писателей СССР с 1968 года.
С 1991 года живёт в Израиле, в Маале Адумим, недалеко от Иерусалима. Успешно печатается во многих журналах и альманахах в России, США, Израиле и других странах. Её стихи включены в российские и американские антологии русской поэзии, переведены на иностранные языки.
Лауреат премии Союза русскоязычных писателей Израиля за лучшую поэтическую книгу года на русском языке (1995 год), член международного ПЕН-клуба. Издала в Москве книгу воспоминаний и писем «Двор на Баррикадной» (2008 год).
Сын — художник Михаил Яхилевич.

## Основные публикации

### Книги стихов для детей
- Елена Аксельрод. Ванька-Встанька и Санька-Спанька. — М.: Детский мир, 1961.
- Елена Аксельрод. Про луну и про дома. — М.: Детский мир, 1962.
- Елена Аксельрод. Где лучше. — М.: Детский мир, 1962
- Елена Аксельрод. На улице Витринной. — М.: Сов. Россия, 1963.
- Елена Аксельрод. Кто проснулся раньше всех. — М., Детский мир, 1963
- Елена Аксельрод. Зима играет в прятки. — Детгиз, 1963
- Елена Аксельрод. Гуляла Вьюга по Москве, илл. И.Кабакова. — М.: Детская литература, 1965.
- Елена Аксельрод. Беспокойный паровоз. — М.: Малыш, 1967. — 32 с. — 150 000 экз. Архивировано 17 сентября 2014 года.
- Елена Аксельрод. Куда спешили колеса. — М.: Детская литература, 1967. — 16 с. Архивировано 14 марта 2013 года.
- Елена Аксельрод. Зима играет в прятки. — М.: Детская литература, 1971
- Елена Аксельрод. Кто проснулся раньше всех. — М.: Детская литература, 1983.
- Елена Аксельрод. Подсолнух. — М.: Малыш, 1984.
- Елена Аксельрод. В море мылся великан. — М.: Самокат, 2012. — 80 с. — ISBN 978-5-91759-133-9.

### Книги лирики
- Окно на север. М. : Советский писатель, 1976.
- Лодка на снегу. М. : Советский писатель, 1986.
- Стихи. — Иерусалим-СПб, 1992.
- В другом окне. Иерусалим, 1994.
- Лирика. — Иерусалим: Звезда, 1997.
- Стена в пустыне. — Иерусалим, 2000.
- Избранное. — СПб.: Звезда, 2002.
- Меж двух пожаров: Стихи разных лет. — М.: Время, 2010. — ISBN 978-5-9691-0563-8.

### Переводы. Отдельные издания.
- Аминов М.-З. Помнишь ли ты? : пер. с лакского. М., 1975.
- Чокану А. Нить Ариадны : пер. с молдавского, Кишинев, 1975.
- Дарие П. Первая песнь : пер. с молдавского. Кишинев, 1976.
- Телеукэ В. Портреты во времени : пер. с молдавского. М., 1976.
- Багандов Г. Б. Козленок : пер. с даргинского. М., 1979.
- Бухбиндер И. Тебе, мой друг : пер. с еврейского. М., 1980.
- Чуяко Д. Зоркий глаз у маяка : пер. с адыгейского. М., 1986.
- Багандов Г.-Б. Сказка о волшебном роднике : пер. с даргинского. М., 1987.
- Чуяко Д. Новый мяч : пер. с адыгейского. М., 1987.

### Избранные переводы в книгах
- Антология румынской поэзии. М., 1956.
- Шолом-Алейхем. Собр. соч. в 6 тт. М.,1959. (Переиздания)
- Ицхок-Лейбуш Перец. Избранное (переводы рассказов). М., 1963.
- З. Аксельрод. Утренний свет (переводы стихов). М., 1963.
- Стихи поэтов Румынии 20-30-х годов. М., 1975.
- В. Александри. М. Эминеску. Д. Кошбук. И.-Л. Караджале. И. Славич. Перевод Е. Аксельрод и др. Стихотворения / Серия: Библиотека Всемирной Литературы. — 1-е изд. — Бухарест, переиздано - Москва: Художественная литература, 1971, переиздание: 1975.... — Т. 1. — 673 с. — ISBN 5-09-002630-0.
- Алишер Навои. Сочинения в 10 томах. Газели. БВЛ. Ленинград (переизд.)
- Европейская поэзия XVII в. М. : Художественная литература, 1976. (БВЛ, т. 41).
- Европейская поэзия XIX в. М. : Художественная литература, 1976. (БВЛ, т. 85).
- Поэзия соц. стран Европы, М. : Худож. литература, 1976—1977 гг. (БВЛ, т. 171)
- Генрих Гейне. Собр. соч. в 6 тт. Переводы в т. 1. М., 1980. (Переиздания)
- Р. Рубина. Вьется нить (перевод рассказов и повести). М., 1982.
- Р. Рубина. Странный день (перевод повести и эссе). М., 1986
- Сказка о Бар-Муразе : легенды и сказки : перевод с курдского. М. : Детская литература, 1971.
- Современная еврейская поэзия. М., 1985.
- Стихи в сборниках норвежских и датских поэтов. М., 1984—1987.
- Поэзия Ирландии. М.,1988.
- Книга песен : (из европейской лирики XIII—XVI вв.). М.,1986.
- Опечатанный вагон. (Переводы с идиша и иврита, оригинальные стихи). М., 2005, Иер., 5765.
- Ивритская поэзия от Бялика до наших дней. М.-Иерусалим, 2002.
- Переводы с идиша в сборниках и периодике стихов И. Галкина, И. Платнера, М. Грубияна, И. Бухбиндера, А. Белоусова.
- Перевод книг молдавских поэтов и поэтов Дагестана (1971—1986).
- Публикации в российских, американских, ирландских, польских и др. журналах и альманахах: «Новый мир», «Юность», «Дружба народов», «Лехаим», «Время и мы», «Новый журнал» и др., в российских и американских антологиях русской поэзии.

## Краткий перечень рецензий на книги Елены Аксельрод
- Сергей Шервинский. «Открытое окно» («Юность». 1977)
- Г. Зобин. «Надежда на чудо» («Литературное обозрение». 1987 № 4)
- Александр Наумов. «Книга-жизнь» (Marina, Russian-American Magazine, 1995)
- Владимир Леонович. «Я никуда не уезжала» («Знамя», № 8 1995)
- Глеб Шульпяков «Русская книга за рубежом» (Новый мир, 1996, № 9)
- Рада Полищук. «Откровенный голос Елены Аксельрод» (Москва, «Литературные вести». Сентябрь 1999 № 38)
- Наум Басовский. «Снимки с двойной экспозицией» («Иерусалимский журнал». 2004 № 17)
- Ольга Канунникова. «Молчит неузнанный цветок» («Новый мир». 2004. № 2)
- Вера Чайковская. «Дом, двор, творчество» («Литературная газета» 2008)
- Елена Холмогорова. «В легких красках ожившее время» ("Знамя, № 6, 2009)
- Михаил Копелиович. «Художники в эпоху битья» ("Дружба народов № 5, 2009)